# Erythridula juncea
Erythridula juncea är en insektsart som först beskrevs av Beamer 1937.  Erythridula juncea ingår i släktet Erythridula och familjen dvärgstritar. Inga underarter finns listade i Catalogue of Life.